# Adolfo Fernández
Adolfo Fernández (Sevilla, 25 de mayo de 1958) es un actor español, afincado desde niño en Musques, Vizcaya. Reside actualmente en el sureste de Madrid.[cita requerida]

## Filmografía

### Cine
- Pintadas (1996), de Juan Estelrich Jr.
- A tiro limpio (1996), de Jesús Mora.
- Un buen novio (1998), de Jesús R. Delgado.
- El pianista (1998), de Mario Gas.
- Vigo, historia de una pasión (1998), de Julien Temple.
- Entre las piernas (1999), de Manuel Gómez Pereira.
- Coppola: un hombre y sus sueños (1999), de Carlos Rodríguez. Telefilm.
- Los lobos de Washington (1999), de Mariano Barroso.
- El corazón del guerrero (2000), de Daniel Monzón.
- Yoyes (2000), de Helena Taberna.
- El arte de morir (2000), de Álvaro Fernández Armero.
- Kasbah (2000), de Mariano Barroso.
- Hable con ella (2002), de Pedro Almodóvar.
- Entre Abril y Julio (2002), de Aitor Gaizka.
- Muertos comunes (2004), de Norberto Ramos del Val.
- Febrer (2004), de Sílvia Quer.
- Vida y color (2005), de Santiago Tabernero.
- Atropello (2006), de Manuel Estudillo.
- Niñ@s (2006), de Alfredo Montero.
- Mujeres en el parque (2006), de Felipe Vega.
- Hotel Tívoli (2007), de Antón Reixa.
- Mataharis (2007), de Icíar Bollaín.
- Todos estamos invitados (2007), de Manuel Gutiérrez Aragón.
- Una mujer invisible (2007), de Gerardo Herrero.
- Bienvenido a Farewell-Gutmann (2007), de Xavi Puebla.
- Mighiss (2009), de Jamal Belmejdoub.
- Cruzando el límite (2010), de Xavi Giménez.
- Silencio en la nieve (2011), de Gerardo Herrero.
- Evelyn (2011), de Isabel de Ocampo.
- Todo es silencio (2012), de José Luis Cuerda.
- ALPHA (2012), de Joan Cutrina.
- Ebro, de la cuna a la batalla (2016), de Roman Parrado.

### Televisión
- Petra Delicado (1999).
- Policías, en el corazón de la calle (2000-2003) como Carlos Gándara.
- Una nueva vida (2003).
- Los 80 (2004) como Alberto.
- 7 vidas (2006).
- Águila Roja (2009) como Agustín.
- Los misterios de Laura (2010) como Germán Gravina.
- B&b, de boca en boca (2014-2015) como Óscar Bornay.
- Cuéntame un cuento: Caperucita Roja (2014) como Joaquín.
- Secretos de Estado (2019) como el juez Raúl Villalba.
- Patria (2020) como jefe de Joxian.
- Los favoritos de Midas (2020) como Mauro.
- Amar es para siempre (2022-2023) como Javier Barros.
- Machos Alfa (2024) como Héctor.

### Teatro
- Pabellón número 6, de Antón Chéjov. Dirigido por Luis Olmos.
- Doña Elvira, imagínate Euskadi, de Ignacio Amestoy. Dirigido por Antonio Malonda.
- ¿Y Antígona?, de Joan Casas. Dirigido por Paco Obregón.
- El espectaculino, de Eguzki Zubia. Dirigido por Ramón Barea.
- Feliz acontecimiento, de Slawomir Mrozek. Dirigido por Gloria Rognoni.
- El amante de Lili Marleen, de Xabi Puerta. Dirigido por Paco Obregón.
- Zanahorias en el vientre de la bestia, de A. Fernández y A. Furundarena. Dirigida por Pape Pérez.
- Mamma mia, de Eguzki Zubia. Dirigido por Gina Piccirilli.
- Martes de Carnaval, de Valle Inclán. Dirigido por Mario Gas. (Centro Dramático Nacional) (1995-06).
- Frankie & Jonny, de Terence McNally. Dirigido por Mario Gas (1997).
- El florido pensil, de Eduardo Sopeña. Dirigido por Fernando Bernués y Mireia Gabilondo (1998).
- El hombre elefante, de Bernard Pomerance. Dirigido por Mariano Barroso (1999-00).
- Pepe, el romano, de Ernesto Caballero. Dirigido por Mikel Gómez de Segura (2000-02).
- El uno y el otro, de Jaime Romo. Dirigido por Mikel Gómez de Segura (2002-03).
- Vida y muerte de Pier Paolo Pasolini, de Michel Azama. Dirigida por Roberto Cerdá (2003-04).
- En tierra de nadie, de Danis Tanovic. Dirigida por Roberto Cerdá (2004-05).
- A Electra le sienta bien el luto, de Eugene O’Neill. Dirigida por Mario Gas (2005)
- Yo Satán, de Antonio Álamo. Dir.: Álvaro Lavín (2005-06).
- Cantando bajo las balas, de Antonio Álamo. Dirigida por Álvaro Lavín (2007).
- La charca inútil, de David Desola. Dirigida por Roberto Cerdá (2009-10).
- 19:30, de Patxi Amezcua. Dirigida por Adolfo Fernández y Ramón Ibarra (2010-11).
- Münchhausen, de Lucía Vilanova. Centro Dramático Nacional. Dirigida por Salva Bolta (2011).
- Medea, dramaturgia de Vicente Molina Foix. Festival Internacional de Teatro Clásico de Mérida (1 al 5 de julio de 2015).

## Premios
- Ercilla de Teatro por Dulce puta.
- Ercilla de Teatro por Doña Elvira, imagínate Euskadi.
- Rosa Aguirre de Teatro al mejor actor vasco por El amante de Lili Marleen.
- Premio Unión de Actores Vascos 2001 al Mejor Actor de Televisión por Policías, en el corazón de la calle.
- Nominado Unión de Actores 2003 al Mejor Actor de teatro por Vida y Muerte de Pier Paolo Pasolini.